# المعاهدة البيزنطية والبندقية لعام 1268

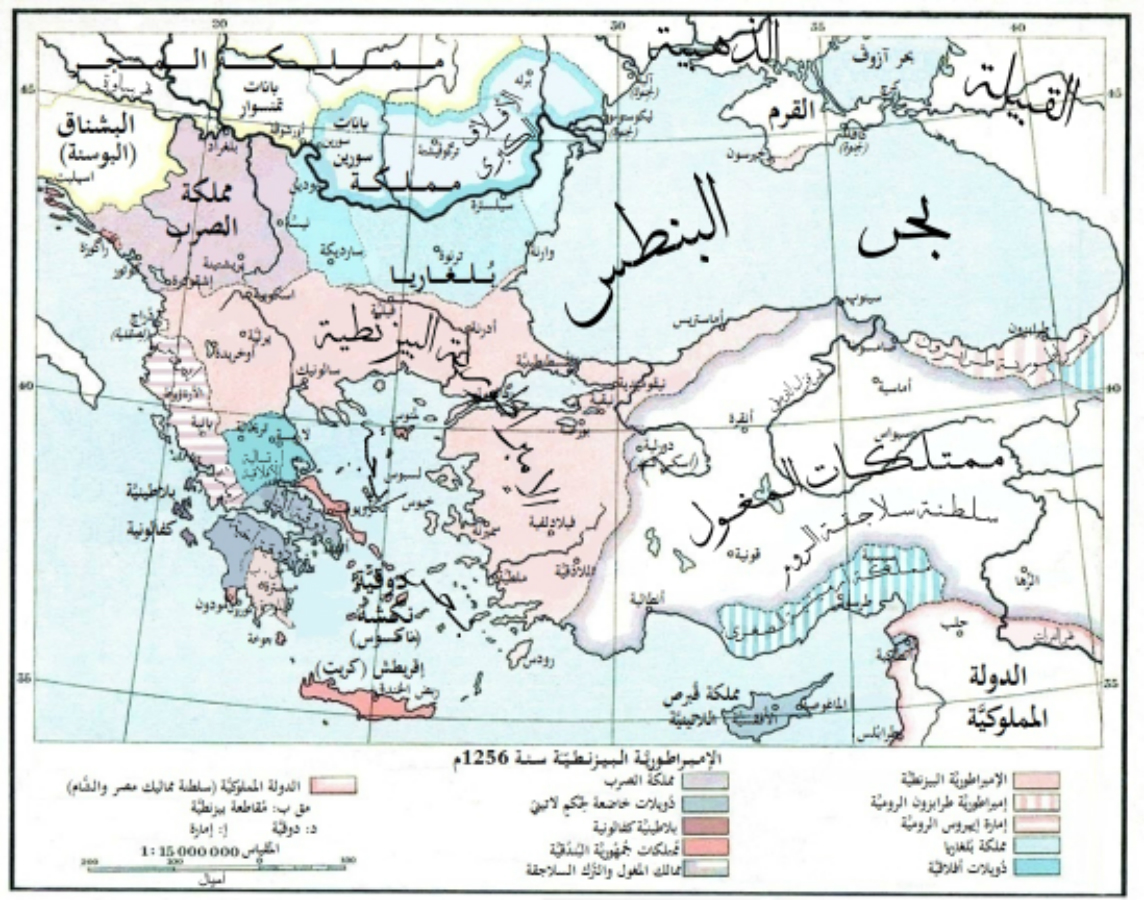
الإمبراطورية البيزنطية المستعادة لميخائيل الثامن باليولوجو، وجيرانها في 1265 (وليام ر. شيبرد، أطلس تاريخي، 1911).

كانت المعاهدة البيزنطية والبندقية لعام 1268 بمثابة اتفاق بين الإمبراطورية البيزنطية وجمهورية البندقية التي وضعت حدا مؤقتا للأعمال العدائية بين القوتين التي اندلعت بعد الانتعاش البيزنطي للقسطنطينية من قبل الإمبراطور مايكل الثامن باليولوجوس في عام 1261.
كانت البندقية تتمتع بموقع متميز في الإمبراطورية اللاتينية ومقرها القسطنطينية، وتحالف الباليولوج مع المنافس التجاري الرئيسي لمدينة البندقية ، جمهورية جنوة ، ضدهم. كانت خسارة القسطنطينية أمام باليولوجوس بمثابة ضربة قاسية للموقف السياسي والتجاري لمدينة البندقية في الشرق، حيث قطعت الوصول إلى البحر الأسود، ومنحت الجنوز حق الوصول المتميز بدلاً من ذلك. تلا ذلك حرب بحرية ضد جنوة وبيزنطة، لكن على الرغم من انتصار البندقية الكبير في معركة سيتيبوزي في عام 1263، إلا أنها فشلت في تحقيق نتائج حاسمة. ومع ذلك، أصبح باليولوجوس غير راض عن الأداء العسكري لجنوة، وأصبح الحليفان يزدادان عدم ثقة تجاه بعضهما البعض، مما دفع الإمبراطور البيزنطي إلى البحث عن تقارب مع البندقية.
أبرمت المعاهدة الأولى في عام 1265 ولكن لم تصدق عليها البندقية. وأخيراً، فإن صعود تشارلز أنجو في إيطاليا وطموحاته المهيمنة في المنطقة الأوسع، والتي هددت كل من البندقية والبيزنطيين، وفر حافزًا إضافيًا لكلتا القوتين للبحث عن سكن. أبرمت معاهدة جديدة في أبريل 1268، مع شروط وصياغة أكثر ملاءمة للبيزنطيين. وقد نص على هدنة متبادلة مدتها خمس سنوات، والإفراج عن السجناء، وإعادة تنظيم وجود تجار البندقية في الإمبراطورية. تمت استعادة العديد من الامتيازات التجارية التي تمتعوا بها في السابق، ولكن بشروط أقل فائدة بكثير لمدينة البندقية مما كان باليولوجوس على استعداد للتنازل عنه في عام 1265. أجبر البيزنطيون على الاعتراف بحيازة كريت وغيرها من المناطق التي تم الاستيلاء عليها بعد الحملة الصليبية الرابعة. ولكنه نجح في تجنب التمزق الكامل مع جنوة، بينما أزال لفترة من الوقت تهديد أسطول البندقية الذي يساعد تشارلز أنجو في خططه للاستيلاء على القسطنطينية.